# M.E.A.T.
M.E.A.T. è il quarto singolo discografico del gruppo musicale alternative metal statunitense Tomahawk, pubblicato in edizione limitata su 7" il 13 maggio 2014 dalla Ipecac Recordings, e successivamente ripubblicato digitalmente il 3 giugno 2014.

## Tracce
Lato A
Testi di Mike Patton, musiche di John Stanier, Duane Denison e Trevor Dunn.
1. M.E.A.T. – 2:53

Lato B
Testi di Mike Patton, musiche di John Stanier, Duane Denison e Trevor Dunn.
1. Curtain Call – 2:16

## Formazione
- Mike Patton – voce
- Trevor Dunn – basso elettrico
- Duane Denison – chitarra elettrica
- John Stanier – batteria